# Épersy
Épersy korábbi község (település) Franciaországban, Savoie megyében. 2016. január 1-jén Albens, Cessens, Mognard, Saint-Germain-la-Chambotte és Saint-Girod községekkel egyesült és az így létrejött Entrelacs új község része lett.
Lakosainak száma 399 fő (2018. január 1.). Épersy Grésy-sur-Aix, Mognard, Montcel, Saint-Offenge és Saint-Ours községekkel határos.

## Népesség
A település népességének változása:
| Lakosok száma | 162  | 166  | 168  | 192  | 242  | 306  | 340  | 333  | 334  | 399  |
|               | 1962 | 1968 | 1975 | 1982 | 1990 | 2008 | 2013 | 2015 | 2017 | 2018 |